# Turmbahnhof (U-Bahn)

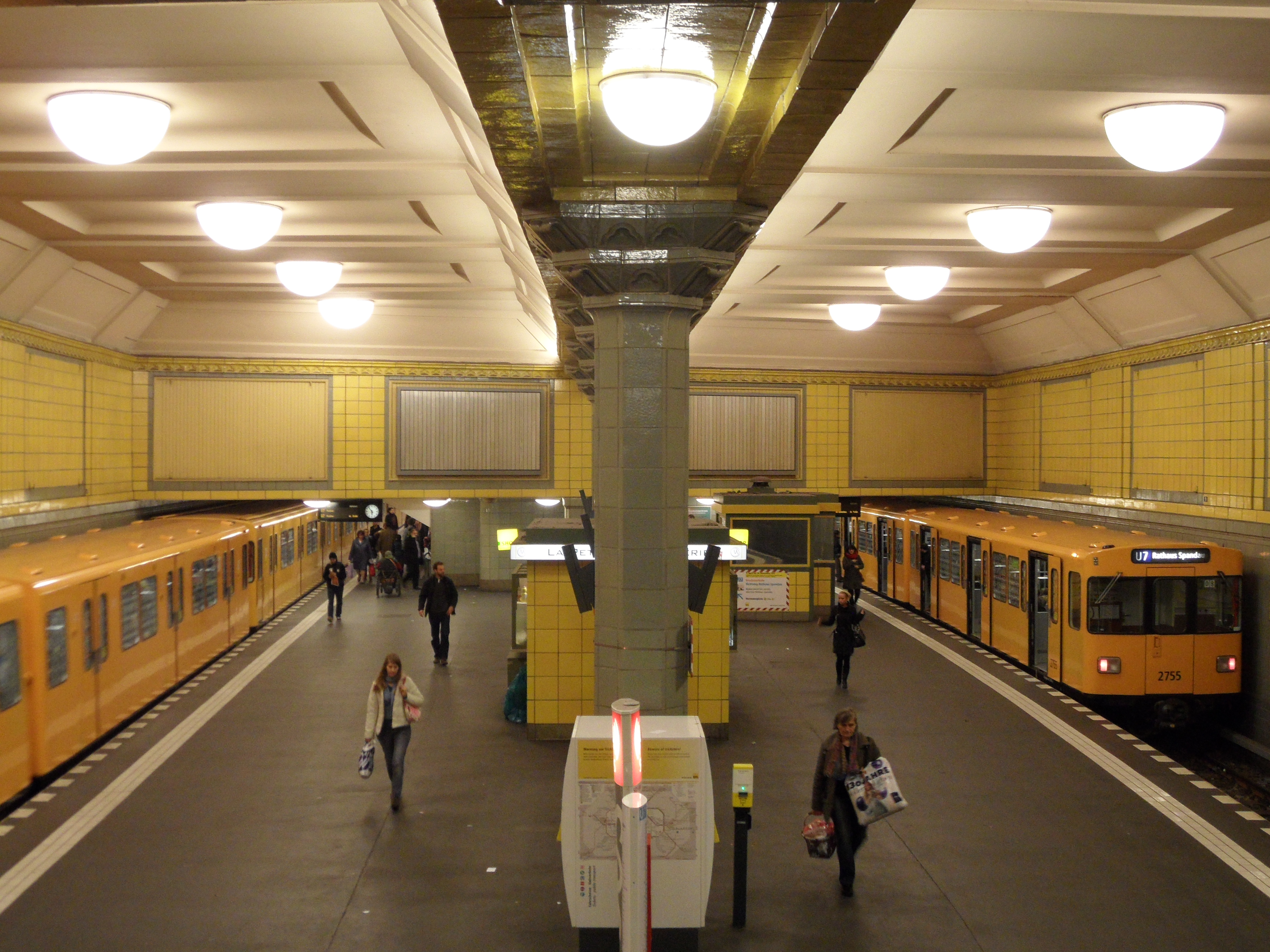
Berliner Station Hermannplatz der U7, darüber kreuzend das Stationsbauwerk der U8

Ein Turmbahnhof der U-Bahn ist ein unterirdisches Verkehrsbauwerk, welches (mindestens) zwei U-Bahn-Haltestellen übereinander vereint. Turmbahnhöfe sind neben Richtungsbahnhöfen die bevorzugte Variante von Umsteigebahnhöfen moderner U-Bahn-Systeme. So sind zum Beispiel alle Korrespondenzbahnhöfe der U-Bahn München sowie auch die des MRT Taipei entweder Turm- oder Richtungsbahnhöfe.
Der Begriff hat sich als Bedeutungserweiterung des ursprünglichen Turmbahnhofs der Eisenbahn eingebürgert.

## Vorteile des Turmbahnhofs
Vorteile aus Fahrgastsicht sind der kurze Umsteigeweg zwischen den beiden Bahnsteigen, der im Idealfall über eine direkte Treppe erfolgt, sowie die leichtere Orientierung, da jeder Bahnsteig üblicherweise in Richtung der Strecke verläuft. Ein Reisender aus Süden, der nach Osten weiterfahren möchte, muss die Treppe hinauf- oder hinabgehen und dann am rechten Bahnsteig warten, genauso wie er auch an einer Straßenkreuzung abbiegen würde.
Vorteile aus Sicht des Bauherren sind, dass die sich kreuzenden Linien nicht verbogen werden müssen, um für die gesamte Bahnhofslänge (Bahnsteige plus Weichen) parallel zu verlaufen, wie das bei einem Richtungsbahnhof der Fall wäre. Die Bahnsteige eines Turmbahnhofs müssen auch nicht unbedingt rechtwinklig übereinander liegen, sondern können auch einen spitzen Winkel annehmen, wie es zum Beispiel bei einer Station der Stadtbahn Köln der Fall ist. Außerdem muss für die Kreuzung der Strecken kein eigenes Bauwerk errichtet werden, da sie im Bahnhof eingebaut ist.

## Nachteile des Turmbahnhofs
Aus Nutzersicht ist zu vermerken, dass nur die wenigsten Fahrgäste in einen Zug der Richtung umsteigen, aus welcher sie gekommen sind. Genau dieser würde sich bei einem Richtungsbahnhof aber am Bahnsteig gegenüber befinden, so dass bei einem Turmbahnhof ein Umstieg am selben Bahnsteig nicht möglich ist.
Aus Sicht des Bauherren ist zu beachten, dass für einen Turmbahnhof mehr Platz benötigt wird, da die Bahnsteige sich zwar überlappen, aber nicht wie bei einem Richtungsbahnhof mit mehreren Etagen direkt übereinander zu liegen kommen. Außerdem stellt ein Turmbahnhof per se keine Gleisverbindung zwischen den beiden Strecken her. Falls eine solche aus betrieblichen Gründen erforderlich wird, muss sie separat errichtet werden. In München zum Beispiel hat keiner der drei Turmbahnhöfe Hauptbahnhof, Odeonsplatz und Sendlinger Tor eine Gleisverbindung, wohingegen alle fünf Turmbahnhöfe zwischen Großprofilstrecken der U-Bahn Berlin über eine Gleisverbindung verfügen.

## Besondere Turmbahnhöfe

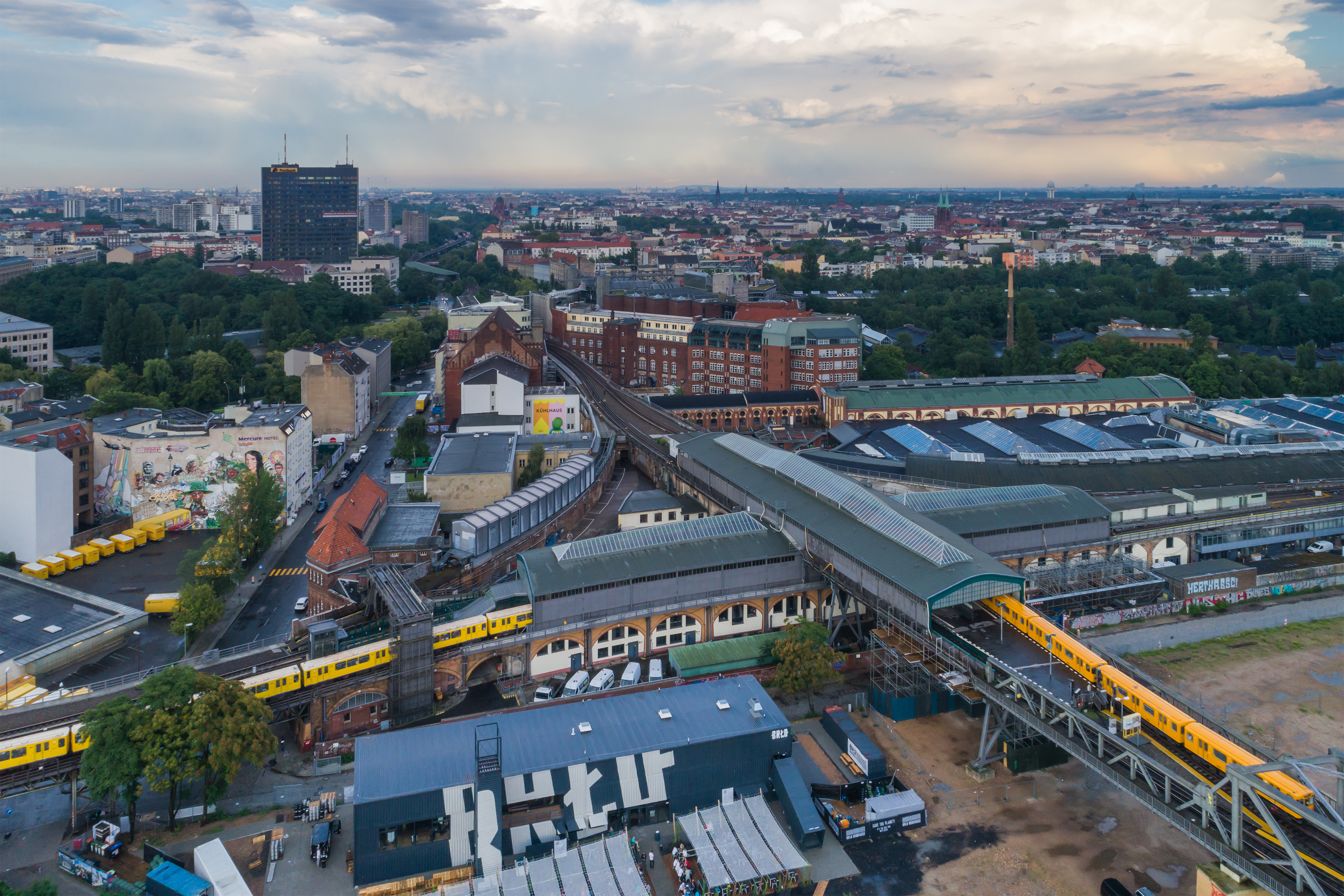
U-Bahnhof Gleisdreieck in Berlin, oben die Station der U1

Lage der Stationen des U-Bahnhofs Alexanderplatz

Deutschlands erster als Turmbahnhof entworfener und realisierter U-Bahnhof ist Hermannplatz des Jahres 1926 in Berlin. Dieser Bahnhof zeichnet sich auch durch die ungewöhnlich hohe Decke des unteren Bahnsteiges aus, dessen Halle dadurch bis knapp unter die Straße reicht.
Eine weitere Besonderheit ist der 1930 für die Strecken D (heutige U8) und E (heutige U5) eröffnete Berliner U-Bahnhof Alexanderplatz. Seit 1913 bereits vorhanden war die Station der Strecke A (heutige U2), die in die neue Anlage integriert wurde. Dadurch entstand ein zweifacher Turmbahnhof, dessen Station der Strecke E an ihrem westlichen Ende die der Strecke D, am östlichen Ende die der Strecke A unterquert. Die drei Stationen wurden nicht unmittelbar, sondern über Verteilerebenen miteinander verbunden.
Markantester Turmbahnhof der Berliner U-Bahn ist Gleisdreieck. Das 1926 als Umsteigebahnhof zwischen den Strecken A und B (heutige U1) eröffnete Bauwerk wurde als Hochbahnhof oberirdisch angelegt.